# Розведення рук з гантелями
Розведення рук з гантелями — це фізична вправа, що виконується з додатковим обтяженням задля збільшення сили та об'єму дельтоподібних м'язив плеча. Її також ще називають — підйоми рук з гантелями в сторони. Як, правило, розведення застосовують у бодібилдингу, пауєрліфтингу та фітнесі. Окрім дельтоподібних м'язів в роботу також включаються м'язи трапеції, передні зубчаті м'язи, та ротатори плечового суглоба. Ця вправа входить до всіх програм тренування плеч завдяки своїй ефективності та безпеці у порівнянні з іншими силовими вправами для плечового поясу, наприклад з тягою до підборіддя та жимом штанги з-за голови сидячи. Основне навантаження при розведенні рук с гантелями в сторони лягає на середній пучок дельтоподібного м'яза.

## Техніка виконання вправи

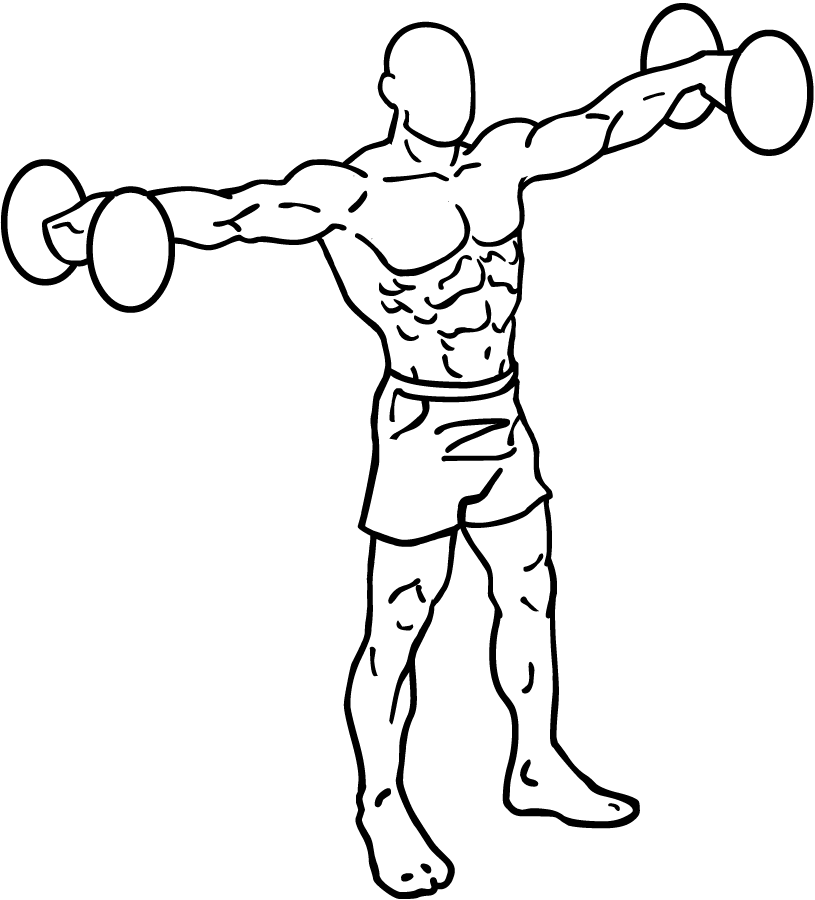
Розведення рук з гантелями стоячи

Вправу можна виконувати сидячи або стоячи. В першому випадку навантаження на м'язи плеча буде вищим завдяки виключення з роботи допоміжних м'язів корпусу. При виконанні стоячи можна застосовувати більшу вагу гантель, сильніше стимулюючи тим самим м'язи до зростання. Техніка виконання в обох випадках однакова.
- Сідаємо на лаву або стаємо прямо, спину тримаємо рівно. Руки трохи зігнуті і зафіксовані в ліктях, гантелі знаходяться по обидві боки від корпусу
- Вдихаємо повітря і розводимо руки в сторони (строго в площині тулуба) до рівня плечового поясу. При досягненні вищої точки траєкторії, руки злегка розгортаємо в плечовому суглобі, так щоб в мізинці дивилися у гору.
- На видиху, контролюючи гантелі в кожній точці руху повільно повертаємо у стартову позицію утримуючи при цьому напругу у м'язах плеча.

Окрім силових видів спорту, розведення с гантелями може використовуватися і у інших видах спорту, оскільки виконання вправи не призводить до обмеження рухливості плечового поясу. Тому її доволі часто виконують включають до своєї програми тренувань представники бойових мистецтв, хокеїсти, борці та футболісти. З метою збільшення м'язових обсягів розведення виконують у обсязі 4-5 підходів по 10 х 12 повторень у кожному, для розвинення витривалости 3-4 підходи по 15-20 повторень. Тренувати плечі достатньо усього раз на тиждень, оскільки вони беруть участь також у вправах для грудних м'язів, наприклад у жимі штанги лежачи, у віджимання на брусах, а також у вправах для трицепсу.

## Поради по виконанню розведення гантель стоячи
Вправу треба виконувати в помірному темпі. В плані збільшення обсягу дельтоподібних м'язів негативна фаза  — фаза опускання гантелі до низу набагато важливіша за позитивну — фазу підйому. Тому опускати гантель треба як можна повільніше, а піднімати швидше. Використовувати потрібно тільки таку робочу вагу, яка дозволить розводити руки у сторони технічно і у повній амплітуді. Неможна згинати руки у ліктях, їх потрібно тримати в площині корпусу і не виводити у перед. Виведення рук у перед — є досить поширеною помилкою, уникнути яку можливо, якщо заздалегідь створювати невеликий кут в ліктьовому суглобі. Він повинен дорівнювати приблизно 10-15 градусів. Його необхідно зберігати до кінця сету. В точки максимального скорочення кут потрібно тримати аналогічно тому, що і в самому початку. Скорочення і приведення ліктів в дію призводить до того, що навантаження з плечевих м'язів зміщується на трицепси. Гантелі не повинні рухатися по зовсім прямій лінії, але йти під дугою. Якщо вправа робиться не перед дзеркалом, можна попросити партнера чи товариша по спортзалу проконтролювати правильність техніки виконання.

## Варіанти виконання розведення гантель у сторону
Цю вправу можна виконувати дома та в тренажерній залі, двома гантелями разом, або кожною окремо. Також розведення можна виконувати в тренажерах, наприклад у кросовері з резиновим амортизатором і навіть з короткою штангою. Однак цей варіант підойма руки виконувати набагато складніше, оскільки велика довжина снаряда робить її доволі дискомфортним для м'язів-асистентів плечового суглоба.